# Ben Thaler
Ben Thaler, né le 30 août 1981 à Wakefield (Angleterre), est un arbitre de rugby à XIII anglais. Il officie en Challenge Cup en 2011 et en Super League en 2005. Il a également officié lors de la Coupe du monde 2013 et 2017, il a notamment été au cours de cette dernière l'arbitre-vidéo de la finale.

## Palmarès
- Arbitre de la Coupe du monde : 2013 et 2017.
- Arbitre de la Coupe d'Europe des nations : 2012 et  2014.
- Arbitre du World Club Challenge : 2013.
- Arbitre de la finale de la Super League : 2015.
- Arbitre de la finale de la Challenge Cup : 2015.